# Frederico Curvelo
Frederico Curvelo (* 11. Juli 1997) ist ein portugiesischer Leichtathlet, der sich auf den Sprint spezialisiert hat.

## Sportliche Laufbahn
Erste internationale Erfahrungen sammelte Frederico Curvelo im Jahr 2015, als er bei den Junioreneuropameisterschaften in Eskilstuna mit der portugiesischen 4-mal-100-Meter-Staffel im Vorlauf nicht das Ziel erreichte. Im Jahr darauf schied er bei den U20-Weltmeisterschaften in Bydgoszcz mit 40,64 s in der Vorrunde mit der Staffel aus und 2018 gewann er dann bei den U23-Mittelmeermeisterschaften in Jesolo in 10,37 s die Silbermedaille im 100-Meter-Lauf hinter dem Franzosen Amaury Golitin. Im August erreichte er bei den Europameisterschaften in Berlin mit der Staffel das Finale und klassierte sich dort mit 39,07 s auf dem siebten Platz. Im Jahr darauf schied er bei den U23-Europameisterschaften im schwedischen Gävle über 100 und 200 Meter mit 10,79 s bzw. 21,65 s jeweils im Halbfinale aus und kam mit der Staffel im Vorlauf nicht ins Ziel. Bei den World Athletics Relays 2021 im polnischen Chorzów wurde er in der portugiesischen 4-mal-200-Meter-Staffel in 1:24,53 min Dritter hinter den Teams Deutschland und Kenia und mit der 4-mal-100-Meter-Staffel wurde er in der Vorrunde disqualifiziert. 2024 schied er bei den Ibero-Amerikanischen Meisterschaften in Cuiabá mit 10,41 s im Vorlauf über 100 Meter aus und belegte im Staffelbewerb in 39,95 s den vierten Platz.
2020 wurde Curvelo portugiesischer Meister im 200-Meter-Lauf sowie 2018 Hallenmeister über 200 Meter und 2019 im 60-Meter-Lauf.

## Persönliche Bestzeiten
- 100 Meter: 10,18 s (+0,8 m/s), 10. Juni 2022 in Lissabon
  - 60 Meter (Halle): 6,70 s, 29. Februar 2020 in Pombal
- 200 Meter: 21,21 s (+0,2 m/s), 17. April 2021 in Lissabon
  - 200 Meter (Halle): 21,43 s, 11. Februar 2018 in Pombal